# (7425) Lessing
Pour les articles homonymes, voir Lessing.
(7425) Lessing est un astéroïde de la ceinture principale.

## Description
(7425) Lessing est un astéroïde de la ceinture principale. Il fut découvert le 2 septembre 1992 à La Silla par Eric Walter Elst. Il présente une orbite caractérisée par un demi-grand axe de 2,41 UA, une excentricité de 0,18 et une inclinaison de 3,5° par rapport à l'écliptique.

## Compléments